# Cadulus teliger
Cadulus teliger är en blötdjursart som beskrevs av Harold John Finlay 1926. Cadulus teliger ingår i släktet Cadulus och familjen Gadilidae. Inga underarter finns listade i Catalogue of Life.